# Mastigoproctus giganteus
Mastigoproctus giganteus är en spindeldjursart som först beskrevs av Lucas 1835.  Mastigoproctus giganteus ingår i släktet Mastigoproctus och familjen Thelyphonidae.

## Underarter
Arten delas in i följande underarter:
- M. g. giganteus
- M. g. mexicanus
- M. g. scabrosus